# Magatama

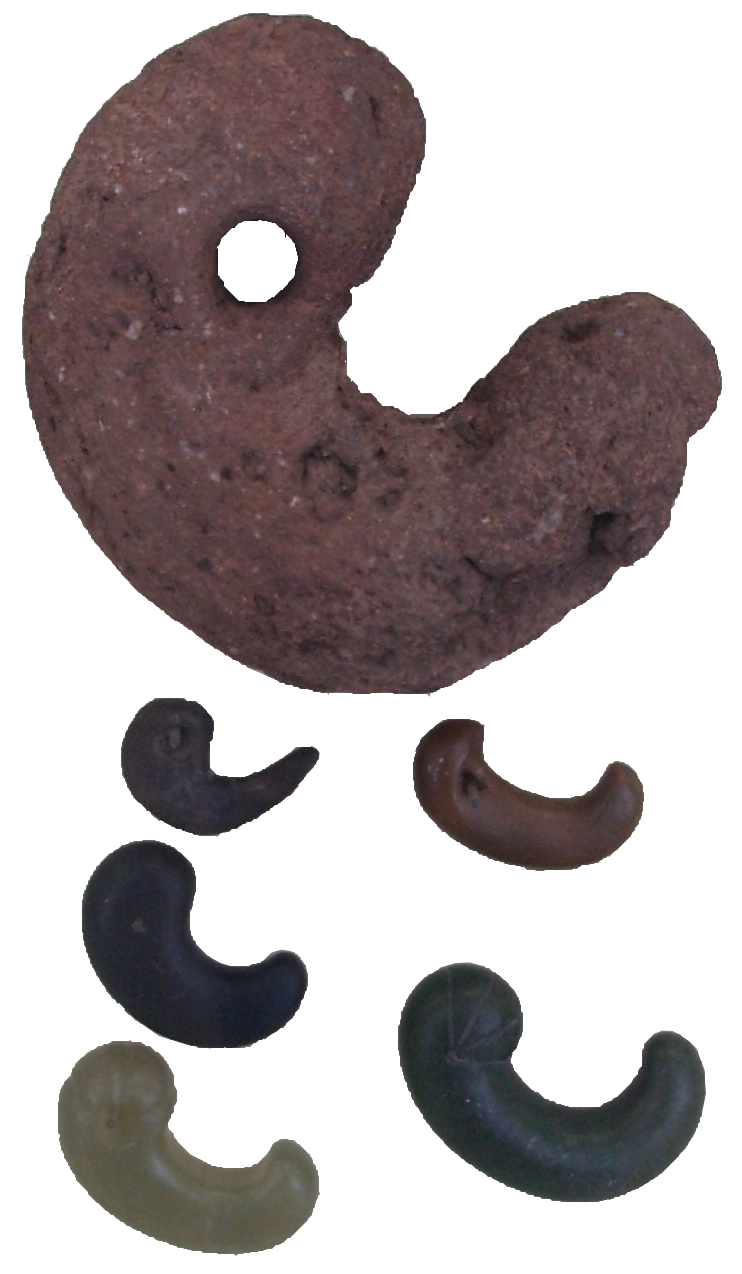
Magatamas desde la época Jōmon hasta el siglo VIII d. C.

Las magatamas (勾玉 o 曲玉) son abalorios que surgieron en Japón durante la Era Jōmon. 
Estos objetos se pueden encontrar generalmente enterrados en túmulos mortuorios como ofrendas a las deidades. Continúan su popularidad con el advenimiento de las elites gubernamentales de la Era Kofun en Japón y usualmente se las relaciona como indicativos de la Dinastía Yamato. Están compuestas mayoritariamente de jade (翡翠), ágata (瑪瑙), cuarzo (石英), talco (滑石) o jaspe (碧玉).

## Yasakani no Magatama
Una destacada magatama es el Yasakani no Magatama, uno de los tres Tesoros Imperiales de Japón. Espadas, espejos y magatamas eran objetos comunes que poseían como símbolo de su posición los gobernantes regionales desde el periodo Yayoi en Japón, y fue más extendido su uso en el periodo Kofun, como lo demuestra su presencia en los túmulos funerarios de dicha época.
La Yasakani no Magatama se almacena en el Kashiko-dokoro, el santuario central del palacio imperial de Tokio, y se utiliza en la ceremonia de entronización del nuevo emperador de Japón. Con base en la leyenda que dice que cada uno de los tesoros fueron un regalo proveniente de los dioses, conocidos como "los tres hijos preciosos de Izanagi no Mikoto": Amaterasu Okami dio el espejo, Takahaya Susanoo dio la espada y Tsukuyomi no Kami regaló el collar o la magatama como símbolo de aprobación del nuevo emperador.
Actualmente solo la Yasakani no Magatama es el tesoro imperial original que se usa. Debido a su fragilidad, para la espada y el espejo se suelen usar solo réplicas en las ceremonias, siendo los originales de estos guardados en santuarios.